# Sebastian Nerz

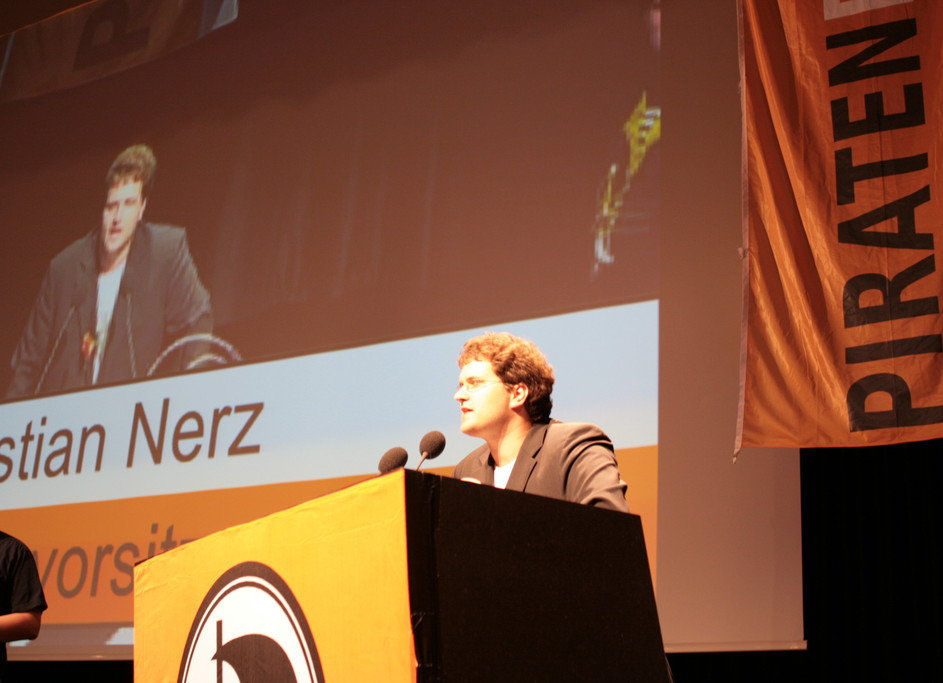
Sebastian Nerz

Sebastian Matthias Nerz (Reutlingen, 13 juli 1983) is een Duitse politicus voor de Piratenpartei (PIRATEN). Hij werd leider van de partij in mei 2011.
Nerz studeerde bio-informatica bij de Eberhard-Karls-Universiteit.